# اویانکا

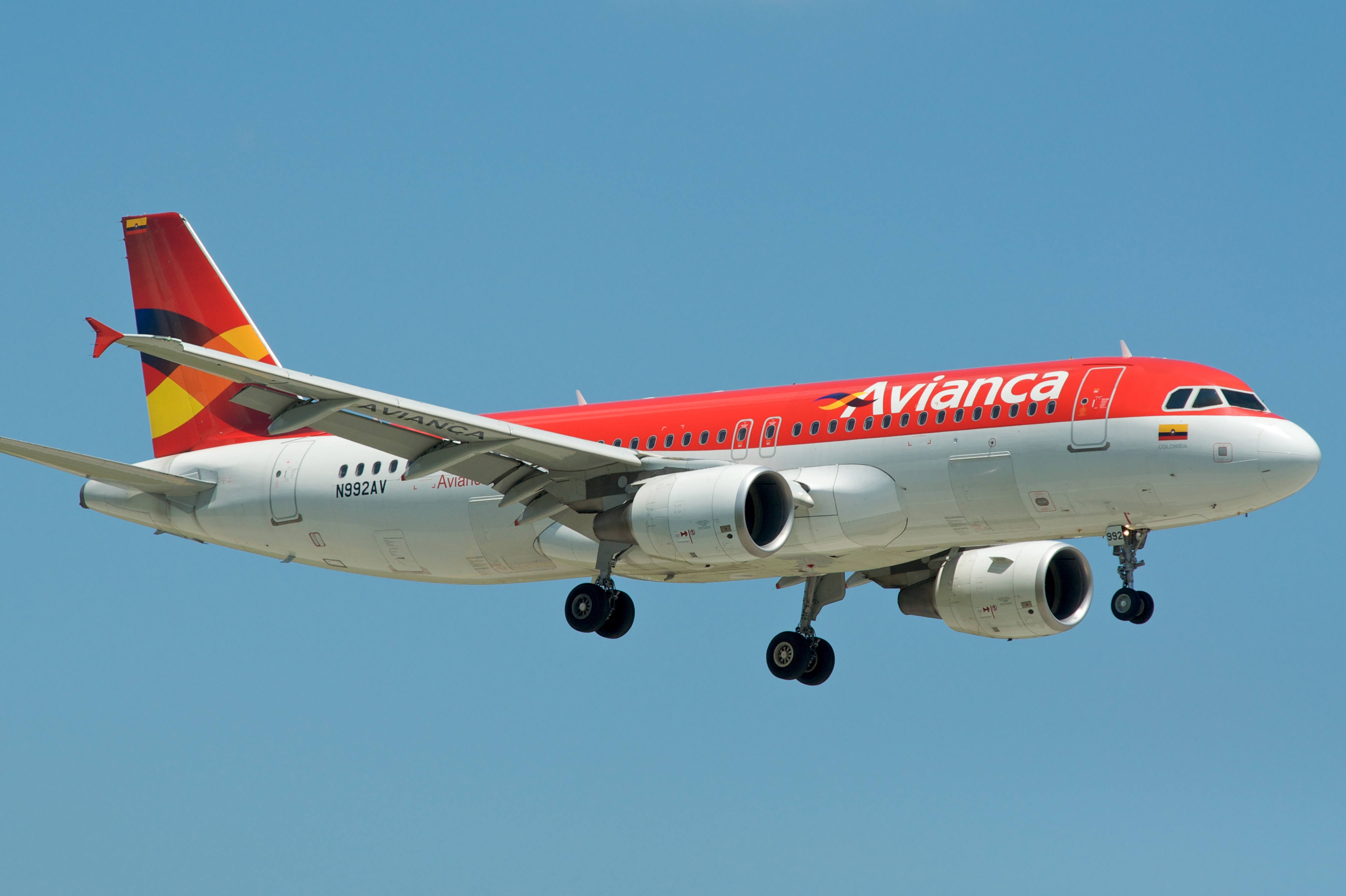
هواپیمای ایرباس ای۳۲۰ متعلق به اویانکا

اویانکا (به انگلیسی: Avianca) که مختصر شده هواپیمایی ملی کلمبیا است، شرکت هواپیمایی حامل پرچم کلمبیا است، که در سال ۱۹۱۹ فعالیت خود را آغاز نمود. سال ۲۰۰۹ در آستانه سالگرد ۹۰ سالگی شرکت اویانکا، پس از کی‌ال‌ام در رتبه دوم از فهرست قدیمی‌ترین خطوط هواپیمایی فعال جهان شناخته شد.
شرکت اویانکا در حال حاضر روزانه به ۱۰۰ مقصد در سراسر جهان پروازهای مستقیم دارد و فرودگاه بین‌المللی ال دورادو، فرودگاه بین‌المللی السالوادور، فرودگاه بین‌المللی خورخه چاوز، فرودگاه بین‌المللی سائو پائولوگوارولخس و فرودگاه بین‌المللی نیو کیتو قطب‌های این شرکت هواپیمایی را تشکیل می‌دهند.
دفتر مرکزی شرکت اویانکا در شهر بوگوتا، کلمبیا قرار دارد و دفتر بین‌المللی آن نیز در سان سالوادور، السالوادور مستقر است. این شرکت در حال حاضر در ناوگان هوایی خود، دارای ۸۶ فروند هواپیمای جت مسافربری است.

## مقصدهای پروازی

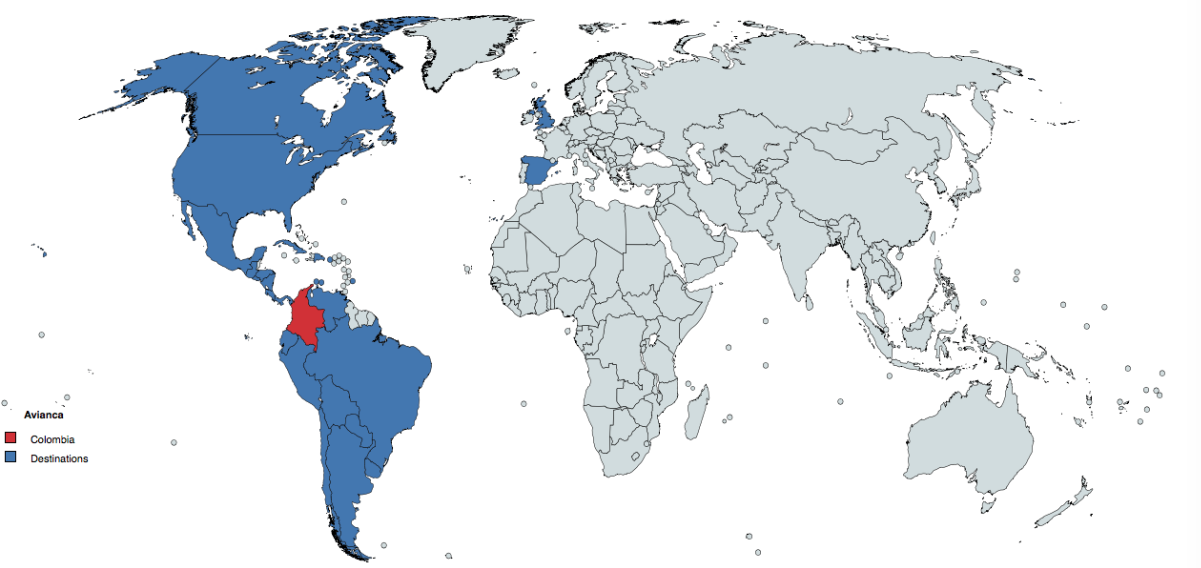
کشورهایی که اویانکا به آن‌ها پرواز دارد. (شامل پروازهای فصلی و آینده).

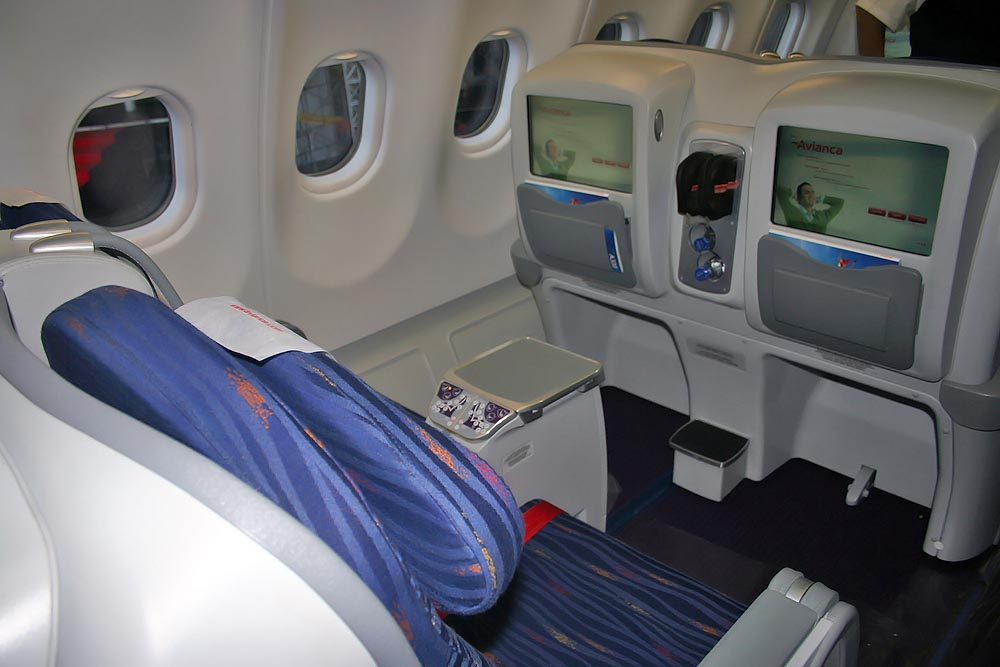
کابین ایرباس ای۳۳۰ متعلق به اویانکا.

قطب‌های اویانکا در بوگوتا در فرودگاه بین‌المللی ال دورادو، در سان سالوادور در فرودگاه بین‌المللی السالوادور و در لیما در فرودگاه بین‌المللی خورخه چاوز قرار دارند. شهرهای کانونی این شرکت هواپیمایی نیز مدئین، کالی, کارتاگنا, بارانکیلا، سان خوزه و کیتو و همچنین میامی هستند. این شرکت هواپیمایی ۱۱۴ مقصد در ۲۷ کشور جهان را پوشش می‌دهد.

### قرارداد نماد مشترک
اویانکا با شرکت‌های هواپیمایی زیر قرارداد نماد مشترک دارد:
- آئرومکزیکو
- ایر کانادا
- آل نیپون ایرویز
- اویانکا برزیل
- اویانکا السالوادور
- کوپا ایرلاینز
- هواپیمایی کوبا
- هواپیمایی اتحاد
- اوا ایر
- ایبریا ایرلاین
- لوفت‌هانزا
- سیلور ایرویز
- سنگاپور ایرلاینز[۴][۵]
- تی‌ای‌ام‌ئی
- ترکیش ایرلاینز
- یونایتد ایرلاینز